# Gábor Faludi
Dans le nom hongrois Faludi Gábor, le nom de famille précède le prénom, mais cet article utilise l’ordre habituel en français Gábor Faludi, où le prénom précède le nom.
Gábor Faludi, né Gábor Waltersdorf le 1er mai 1846 à Tét et mort le 4 mai 1932 à Budapest, est un professionnel du monde du théâtre hongrois. Il est l'un des fondateurs et premier directeur du théâtre de la Gaieté.

## Biographie
Gábor Waltersdorf naît dans une famille juive hongroise, d'un couple de commerçants : Salamon Waltersdorf et Szali Klein. Il est lui-même commerçant jusqu'en 1878 à Devecser puis s'installe à Budapest où il fonde la première billetterie de théâtre de Hongrie. En 1896, il fonde le théâtre de la Gaieté avec István Keglevich et Ferenc Szécsi.